# 1312
1312 (MCCCXII) fue un año bisiesto comenzado en sábado del calendario juliano.

## Acontecimientos
- 22 de marzo: desde Roma (Italia), el papa Clemente V ―mediante la bula Vox in excelso― manda «suprimir» la Orden de los Templarios.
- 1 de mayo: en la Península del Sinaí 28°30′N 34°00′E / 28.5, 34 (Egipto), a 50 km al este del Golfo de Suez y a 45 km al oeste del Golfo de Acaba sucede un terremoto de 6,7 grados en la escala Richter.
- En España, Alfonso XI de Castilla se convierte en rey de Castilla y León tras la defunción de su padre, Fernando IV de Castilla.
- Cortes de Valladolid de 1312, últimas del reinado de Fernando IV de Castilla.
- En el océano Atlántico, el navegante genovés Lancelloto Malocello redescubre las islas Canarias.

## Nacimientos
- Eduardo III 13 de noviembre, rey inglés.

## Fallecimientos
- 7 de septiembre: Fernando IV, rey castellano (n. 1285).
- Sancho de Castilla, «el de la Paz», noble castellano (n. 1283).
- Eschiva de Ibelín, señora de Beirut.
- Piers Gaveston 19 de junio, noble inglés.